# Kiev Challenger
Il Kiev Challenger è stato un torneo professionistico di tennis giocato su campi in terra rossa. Faceva parte dell'ATP Challenger Series. Si giocava annualmente a Kiev in Ucraina dal 1998 al 2005.

## Albo d'oro

### Singolare
| Anno | Campione               | Finalista        | Punteggio     |
| ---- | ---------------------- | ---------------- | ------------- |
| 1998 | Nenad Zimonjić         | Ján Krošlák      | 6–3, 6–3      |
| 1999 | Emilio Benfele Álvarez | Andrej Stoljarov | 6–1, 6–2      |
| 2000 | Jacobo Díaz            | Solon Peppas     | 6–1, 6–3      |
| 2001 | David Sánchez          | Attila Sávolt    | 4–6, 6–3, 6–3 |
| 2002 | Irakli Labadze (2)     | Gorka Fraile     | 6–0, 4–6, 6–4 |
| 2003 | Irakli Labadze (1)     | Petr Kralert     | 6–1, 6–2      |
| 2004 | Nicolás Almagro        | Jiří Vaněk       | 4–6, 6–3, 6–2 |
| 2005 | Daniel Köllerer        | Lukáš Dlouhý     | 6–0, 3–6, 7–5 |

### Doppio
| Anno | Campioni                                 | Finalisti                             | Punteggio     |
| ---- | ---------------------------------------- | ------------------------------------- | ------------- |
| 1998 | Thomas Buchmayer Thomas Strengberger     | Jeff Coetzee Jim Thomas               | 6–4, 7–6      |
| 1999 | Simon Aspelin Johan Landsberg            | Gábor Köves Thomas Strengberger       | 6–3, 4–6, 6–2 |
| 2000 | Cristian Kordasz Gábor Köves             | Oleg Ogorodov Andrej Stoljarov        | 6–4, 7–5      |
| 2001 | Jordan Kerr Grant Silcock                | Kirill Ivanov-Smolensky Vadim Kucenko | 6–1, 7–6(3)   |
| 2002 | Federico Browne Fred Hemmes              | Irakli Labadze Jurij Ščukin           | 6–4, 6–3      |
| 2003 | Ignacio Gonzalez-King Juan Pablo Guzmán  | Harsh Mankad Jason Marshall           | 6–2, 3–6, 6–4 |
| 2004 | Albert Portas Sergio Roitman             | Igor' Kunicyn Jurij Ščukin            | 6–1, 6–1      |
| 2005 | Diego Junqueira Martín Vassallo Argüello | Lukáš Dlouhý Jan Mertl                | 6–4, 6–2      |